# ريكوبا سودأمريكانا 2004
ريكوبا سودأمريكانا 2004  هو الموسم 12 من ريكوبا سودأمريكانا. أشرف على تنظيمه كونميبول، وكان عدد الأندية المشاركة فيه 2، وفاز فيه سيينسيانو.